# Nový Jičín (huyện)
Huyện Nový Jičín (tiếng Séc: Okres Nový Jičín) là một huyện (okres) nằm trong vùng Moravia–Silesia của Cộng hòa Séc. Huyện Nový Jičín có diện tích 918 km², dân số năm 2002 là 159473 người. Thủ phủ huyện đóng ở Nový Jičín. Huyện này có 53 khu tự quản.

## Các khu tự quản
Huyện Nový Jičín có 53 khu tự quản sau: